# Gui de Malsec
Guy de Malsec (ur. ok. 1340, zm. 8 marca 1412) – francuski duchowny. Krewny papieży Klemensa VI i Grzegorza XI. Biskup Lodève (1370–71) i Poitiers (1371–75).

## Życiorys
Papież Grzegorz XI na konsystorzu 20 grudnia 1375 mianował go kardynałem prezbiterem Santa Croce in Gerusalemme. Uczestniczył w wyborze Urbana VI w kwietniu 1378, ale szybko przeszedł do opozycji wobec niego. Wziął udział w zapoczątkowującym wielką schizmę zachodnią wyborze antypapieża Klemensa VII we wrześniu 1378. Służył jako legat Klemensa VII w Anglii, bezskutecznie próbując przekonać króla Ryszarda II do poparcia obediencji awiniońskiej. Kardynał biskup Palestriny od 16 grudnia 1383. Dziekan Św. Kolegium Kardynałów awiniońskiej obediencji po śmierci kardynała Pietro Corsini w sierpniu 1405. Działał na rzecz zakończenia schizmy, wspólnie z kilkoma innymi kardynałami z obydwu obediencji zorganizował Sobór w Pizie (1409) i (jako dziekan Św. Kolegium) przewodniczył jego obradom do czasu wyboru (anty)papieża Aleksandra V. Administrator diecezji Agde 1409-1411. Legat pizańskiego antypapieża Jana XXIII we Francji. Zmarł w Paryżu.